# Shani Wallis
Shani Wallis (Tottenham, 14 aprile 1933) è un'attrice e cantante britannica.

## Biografia
Inizia la sua carriera come cantante e attrice teatrale a Londra, dopo gli studi alla Royal Academy of Dramatic Art. Recita in diversi film tra cui Oliver! (1968), in cui interpreta il ruolo di Nancy, la protagonista femminile, che le vale una candidatura ai Laurel Awards come miglior attrice debuttante. Recita anche in diverse serie televisive statunitensi, tra cui Gunsmoke, Charlie's Angels e La signora in giallo. Wallis ha continuato ad apparire in produzioni teatrali e musical a Londra e in tournée in tutto il Regno Unito fino agli anni novanta.
È stata sposata con l'attore e produttore Bernard Rich (morto nel 2016), dal quale ha avuto una figlia, Rebecca (1971).

## Filmografia parziale

### Cinema
- Un re a New York (A King in New York), regia di Charlie Chaplin (1957)
- Oliver!, regia di Carol Reed (1968)
- Il manichino assassino (Terror in the Wax Museum), regia di George Fenady (1973)
- Basil l'investigatopo (1986) - voce

### Televisione
- Charlie's Angels – serie TV, episodio 2x12 (1977)
- La signora in giallo (Murder, She Wrote) – serie TV, episodio 6x07 (1989)